# Vaiere Mara
Vaieretiai Mara, beter bekend als Vaiere Mara, is een Polynesische beeldhouwer geboren in 1936 op het eiland Rurutu (Australische archipel) en stierf in 2005 in Paea (Tahiti).   

## Biografie
Als leerling van de beeldhouwer Joseph Kimitete, die begon als beeldhouwer van Marquesan Tiki, ontwikkelde hij al snel een persoonlijke stijl die hem de eerste moderne Polynesische beeldhouwer maakte . Hij is ook de eerste Polynesische kunstenaar die zijn werken heeft gesigneerd. Hij signeerde het vaakst MARA V. Zeer productief, we zijn hem talloze bustes in wit koraal verschuldigd, evenals innovatieve Polynesische thema's zoals de Tahitiaanse tamaaraa (Tahitiaanse lunch), de varkensjacht en zelfs bas-reliëfs in kostbaar hout. 
Eind jaren zestig verwierf gouverneur Jean Sicurani persoonlijk een monumentale Hina. Bekend van een werk van Patrick O Reilly , werd dit beeldhouwwerk bewaard door de Hoge Commissie van de Republiek en in 2021 voor het eerst aan het publiek tentoongesteld aan de Universiteit van Frans-Polynesië, als onderdeel van Werelddagkunst.
In 1978 wijdde Patrick O'Reilly een boek aan de beeldhouwer, Mara-beeldhouwer Tahitien, uitgegeven door Hachette Pacifique.
Eind jaren zeventig zijn we Mara de onderscheiding verschuldigd van de Assembly of Polynesia, in opdracht van de regering van Francis Sandford .

## Nageslacht
Na zijn dood in 2005 raakte de beeldhouwer snel in de vergetelheid, totdat een Argentijnse galeriehouder, Miguel Hunt, hem in 2012 herontdekte en een collectie sculpturen samenbracht die in 2014 aanleiding gaf tot verschillende tentoonstellingen. In 2015 publiceerde professor Jean Guiart een lange tekst over de beeldhouwer in zijn tijdschrift Connexions , in april 2018 gevolgd door een speciale uitgave gewijd aan de inventaris van Mara's werken  . Naast talrijke beelden zijn er teksten van Jean-Luc Coudray en Jean Duday, evenals interviews met de kinderen van de beeldhouwer, waardoor we zijn biografie kunnen nagaan.
In 2019 was de beeldhouwer het onderwerp van een documentaire  van Jonathan Bougard , een kunstenaar die vijf jaar  aan hem wijdde en meer dan 500 sculpturen vond  . De documentaire wordt begin 2020 uitgezonden op de zender TNTV en vervolgens in het Musée du Quai Branly Jacques Chirac  in aanwezigheid van de regisseur  .
Een overzichtstentoonstelling van zijn werk is al lang aangekondigd door het Museum van Tahiti en de eilanden  .

## Videografie
- Mara V. 2019. 83 minuten. Regie: Jonathan Bougard. In vivo Prod / TNTV